# Aéroport international de Rio Branco
L'aéroport international de Rio Branco/AC - Plácido de Castro (code IATA : RBR • code OACI : SBRB) est l'aéroport de la ville de Rio Branco au Brésil. Depuis le 13 avril 2009, l'aéroport est nommé d'après José Plácido de Castro (1873-1908), un homme politique leader de la République d'Acre.
Il est exploité par Infraero.

## Historique
L'aéroport a été mis en service le 22 novembre 1999, en remplacement de l'Aéroport International Presidente Médici.

## Situation
| \| 200 km1:42 212 000 \| São Paulo-Guarulhos São Paulo-Congonhas Brasília Rio-Galeão Belo Horizonte Campinas Rio-Santos-Dumont Recife Porto Alegre Salvador Fortaleza Curitiba Florianópolis Belém Vitória Goiânia Manaus Navegantes |
| 200 km1:42 212 000 |

## Statistiques
Pour des raisons techniques, il est temporairement impossible d'afficher le graphique qui aurait dû être présenté ici.

Voir la requête brute et les sources sur Wikidata.

## Compagnies aériennes et destinations
| Compagnies             | Destinations                                                                        |
| ---------------------- | ----------------------------------------------------------------------------------- |
| Gol Transportes Aéreos | Brasília, Cruzeiro do Sul, Fortaleza, Manaus, Porto Velho (en), São Paulo/Guarulhos |
| LATAM Brasil           | Brasília, São Paulo/Guarulhos                                                       |
| Rio Branco Aerotaxi    | Feijó, Tarauacá                                                                     |

Édité le 27/02/2020

## Accidents et incidents
- 30 août 2002: un Embraer EMB 120 (enregistrement PT-WRQ) au départ de Tarauacá et à destination de Rio Branco s'est écrasé à l'approche de Rio Branco pendant un orage, à 1,5 km de la piste. Sur les 31 passagers et membres d'équipage à bord, 23 sont morts[3].

## Accès
L'aéroport est situé à 25 km du centre-ville de Rio Branco.